# Lukov (Slovacchia)
Lukov (in ungherese Lukó, in tedesco Dornau, in ruteno Lukiv) è un comune della Slovacchia facente parte del distretto di Bardejov, nella regione di Prešov.

## Storia
Il villaggio è citato per la prima volta nel 1264 come località in cui la giustizia veniva amministrata secondo il diritto germanico. Nel 1355 passò alla Signoria di Nový Hrad. Nel XVIII secolo vi furono aperti dei piccoli bagni termali. Nel XIX secolo passò agli Aspremont, ed infine ai conti Anhalt. Nel XVII secolo venne ripopolato in parte con coloni ruteni.
Del comune di Lukov fa parte la vicina frazione di Venecia (in ungherese Venéce, in tedesco Venedig, in ruteno Venecyja) chiamata così in relazione alla città di Venezia e che, secondo la leggenda, venne fondata da coloni provenienti dalla Savoia nel XIII secolo, allora erroneamente considerata dai locali parte dei territori della Serenissima.
Il villaggio di Lukov conserva una chiesa in legno del XVIII secolo.